# Gampsocera trisigillata
Gampsocera trisigillata är en tvåvingeart som beskrevs av Frey 1923. Gampsocera trisigillata ingår i släktet Gampsocera och familjen fritflugor. Inga underarter finns listade i Catalogue of Life.